# Polityka ekologiczna
Polityka ekologiczna, ekopolityka – świadoma i celowa działalność państwa (lub grupy państw) polegająca na racjonalnym korzystaniu z zasobów i walorów środowiska przyrodniczego, jego właściwej ochronie i umiejętnym kształtowaniu, na podstawie zdobytej przez ludzkość wiedzy teoretycznej i praktycznej. Państwo czyni to poprzez wprowadzanie praw i regulacji w ww. dziedzinach. W sektorze prywatnym termin ten oznacza podporządkowanie się tym celom albo poprzez realizację narzucanego przez państwo prawa, albo też dzięki własnym, wprowadzonym do użytku własnego regułom.
Najważniejszym z problemów jest właściwe rozpoznanie stanu rzeczywistego środowiska naturalnego oraz mechanizmów, które powodują jego zanieczyszczenie. Dodatkowo poznanie tych aspektów powinno przebiegać szybko. Ostatnim i najistotniejszym problemem jest precyzja i spójność celów, które powinna osiągnąć polityka ochrony środowiska. Cele grup silniejszych nie są najbardziej pożądane przez wszystkich.
Podstawowym rozwiązaniem służącym ochronie środowiska jest wykorzystanie mechanizmów rynku. Negatywny wpływ działalności gospodarczej na środowisko naturalne uzasadnia interwencję władzy państwowej.
Polityka ekologiczna oznacza włączenie aspektów ekologicznych do polityk sektorowych- czyli uwzględnianie ich na równi z celami gospodarczymi i społecznymi.
Przykładem celu z zakresu polityki ekologicznej jest zachowanie i tworzenie miejsc pracy w dziedzinach mniej obciążających środowisko(tzw. „zielone miejsca pracy”).
Termin użyty po raz pierwszy w deklaracji sztokholmskiej z 1972 roku. Jest ważnym czynnikiem kształtującym treść norm prawa ochrony środowiska. Kluczową zasadą polityki ekologicznej jest zasada zrównoważonego rozwoju. Oszacowano również globalny ślad ekologiczny człowieka.
W Polsce przyjęto Politykę Ekologiczną Państwa, zawartej w uchwale sejmu RP z dnia 8 maja 2003 r. (M.P. z 2003 r. nr 33, poz. 433). Polska polityka ekologiczna państwa jest realizowana zgodnie z zasadami: praworządności, likwidacji zanieczyszczeń u źródła, uspołecznienia, wykorzystanie mechanizmu rynkowego, zasadą „zanieczyszczający płaci” i regionalizacją.

## Kierunki niezbędnych działań
- racjonalizacja gospodarki energetycznej
- restrukturyzacja przemysłu
- zmniejszenie uciążliwości transportu
- racjonalizacja wykorzystania i zagospodarowania zasobów wodnych
- racjonalizacja wydobycia i użytkowania kopalin
- użytkowanie, ochrona, kształtowanie żywych zasobów przyrody

## Narzędzia realizacji polityki ekologicznej
- narzędzia prawne i administracyjne
- narzędzia ekonomiczne – opłaty, subwencje, kary za nieprzestrzeganie warunków korzystania ze środowiska
- system kontroli i monitoringu (Państwowa Inspekcja Ochrony Środowiska)
- edukacja ekologiczna i badania naukowe

## Instrumenty polityki ekologicznej
Podział w zależności od sposobu działania:
- regulacji bezpośredniej – o charakterze administracyjno-prawnym:
  - normy prawne
- regulacji pośredniej – obejmują instrumenty ekologiczne, które są stosowane jako uzupełnienie instrumentów regulacji bezpośredniej:
  - opłaty
  - kary
  - subwencje i fundusze ekologiczne